# Planken
Planken (helyi dialektusban Planka) község Liechtensteinben.  Lakosainak száma 478 fő (2019. június 30.). Planken Balzers, Triesenberg, Schaan, Gamprin, Vaduz és Eschen községekkel határos.

## Története
Az első írásos említés Plankenről 1361-ben található.
A falu két nagy háborús rablást szenvedett: 1499-ben az Ósvájci Konföderációtól és 1799-ben az Első Francia Császárságtól.
1868-ban Planken csatlakozott az úthálózathoz.
Az 1869-es súlyos tűz után erőteljes vándorlás következett be. Úgy 1901-ben a falunak csak 56 lakosa volt.

## Politika
A község vezetője Rainer Beck (VU).

## Látnivalók
- St. József kápolna

## Bilder

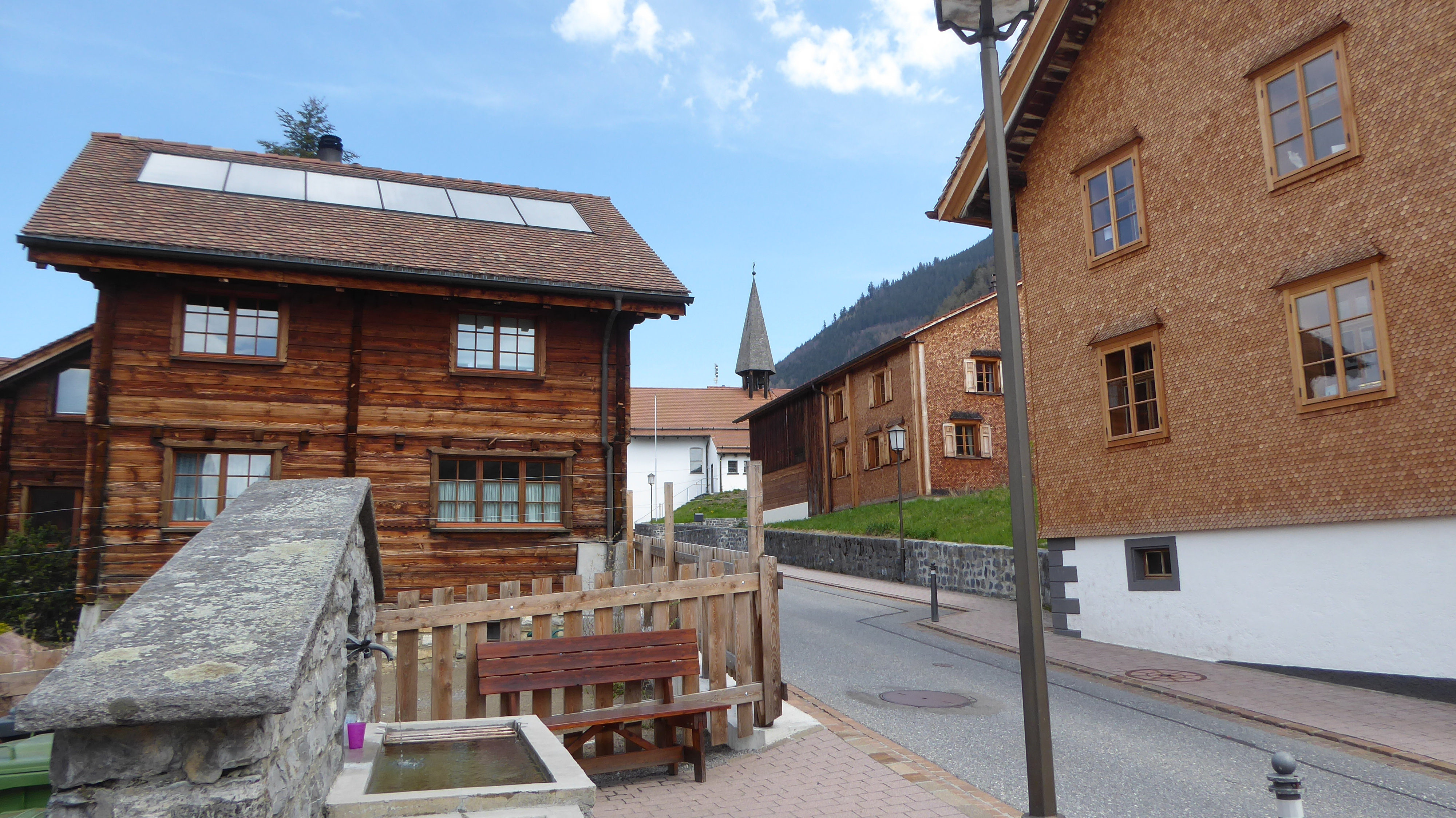
Út a falu bejáratánál
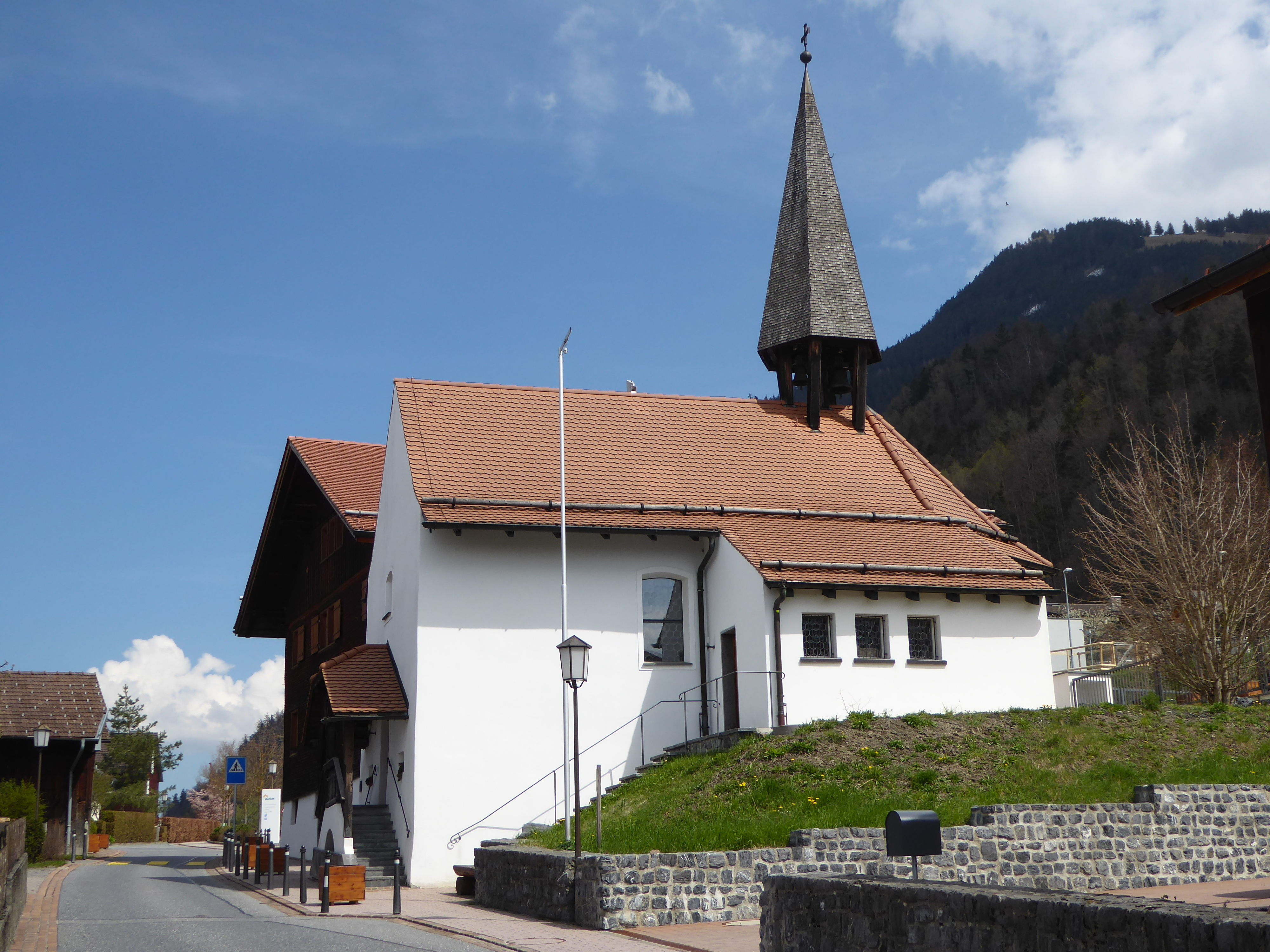
St. József kápolna
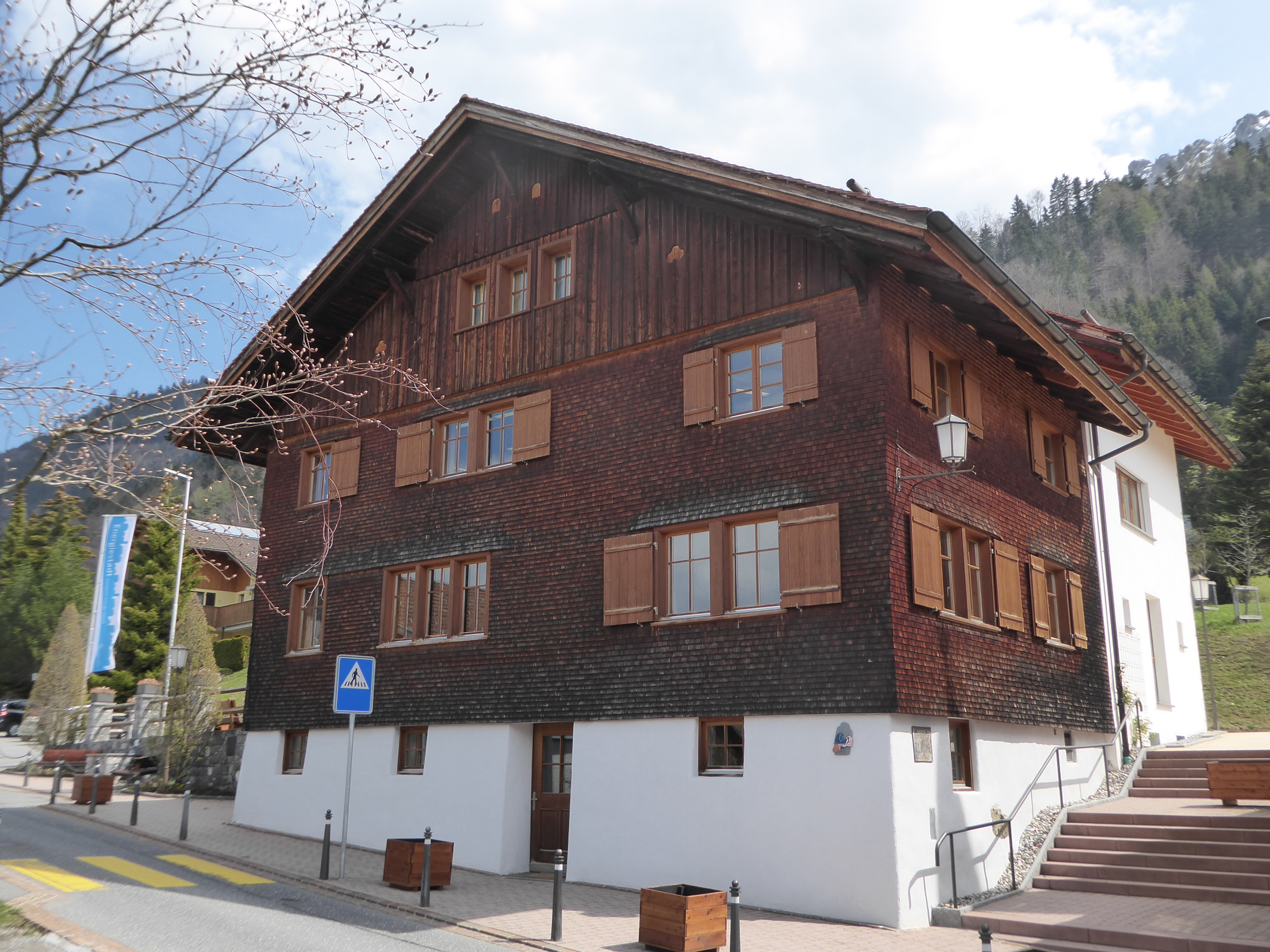
Az önkormányzati hívítál 1991 óta a három nővér házban (Dreischwesternhaus) található.
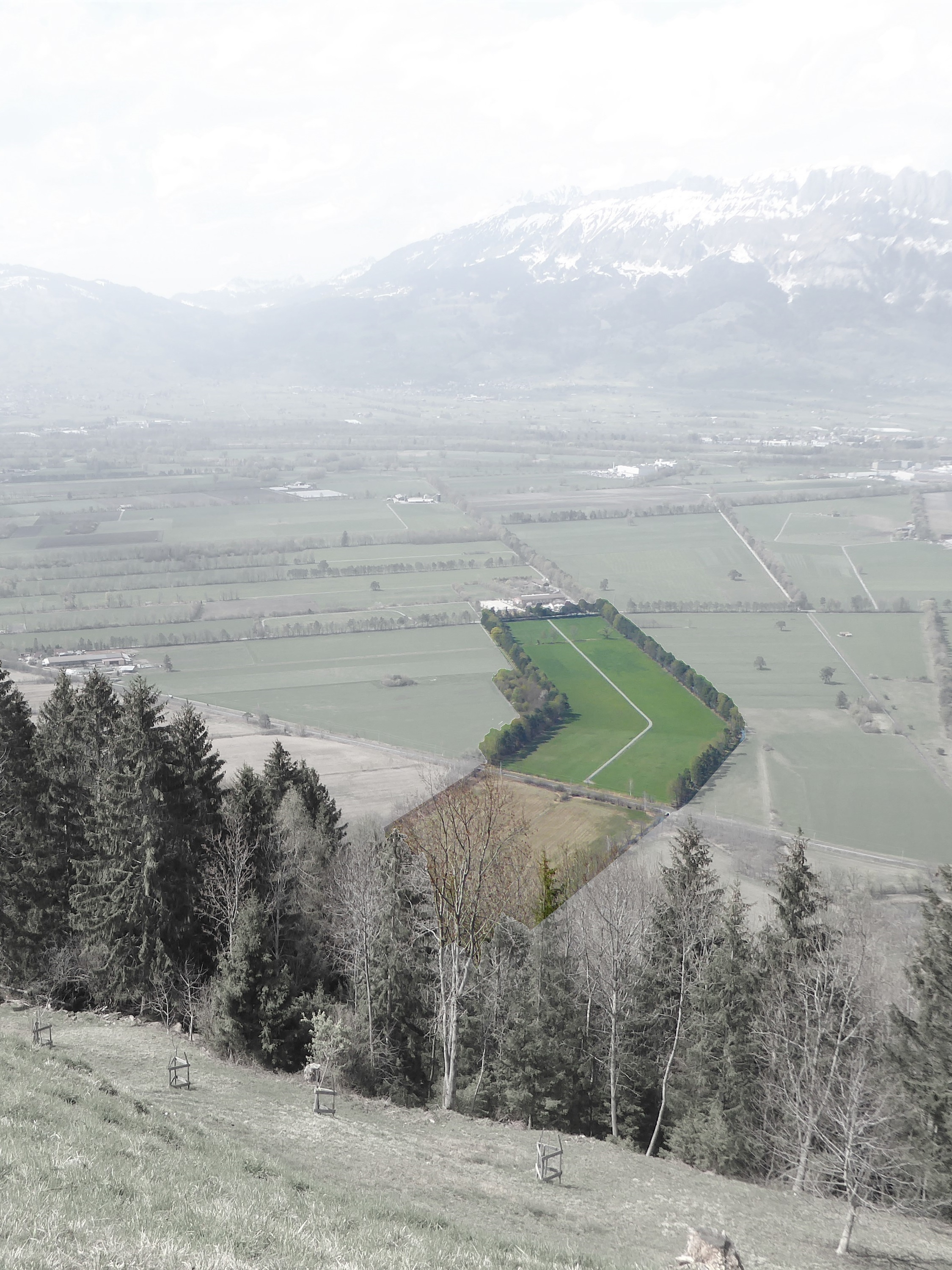
Exkláve Riet-Äscher a Rajna-völgyi síkságon

## Plankeniek
- Gustav Jehle (1908–1991), gazdálkodó és politikus

## Fordítás
Ez a szócikk részben vagy egészben  a   Planken című német Wikipédia-szócikk fordításán alapul.  Az eredeti cikk szerkesztőit annak laptörténete sorolja fel. Ez a jelzés csupán a megfogalmazás eredetét és a szerzői jogokat jelzi, nem szolgál a cikkben szereplő információk forrásmegjelöléseként.